# Lac de Melo
Der Lac de Melo (korsisch Lavu di Melu) ist ein See auf Korsika im Département Haute-Corse, gelegen im Hochtal Restonica etwa 15 km von Corte entfernt.

## Geografie
Der in einer Höhe von 1710 Metern gelegene See hat eine Fläche von 6,5 ha und eine Tiefe von 20 m. Von der Bergerie de Grotelle ist er in etwa einer Stunde Fußmarsch zu erreichen. Vom Lac de Melo aus kann man in einer weiteren Stunde zum Lac de Capitello wandern.
Der See ist ca. sechs Monate im Jahr zugefroren und bildet die Quelle des Flüsschens Restonica, das bei Corte in den Tavignano fließt.

## Bildergalerie

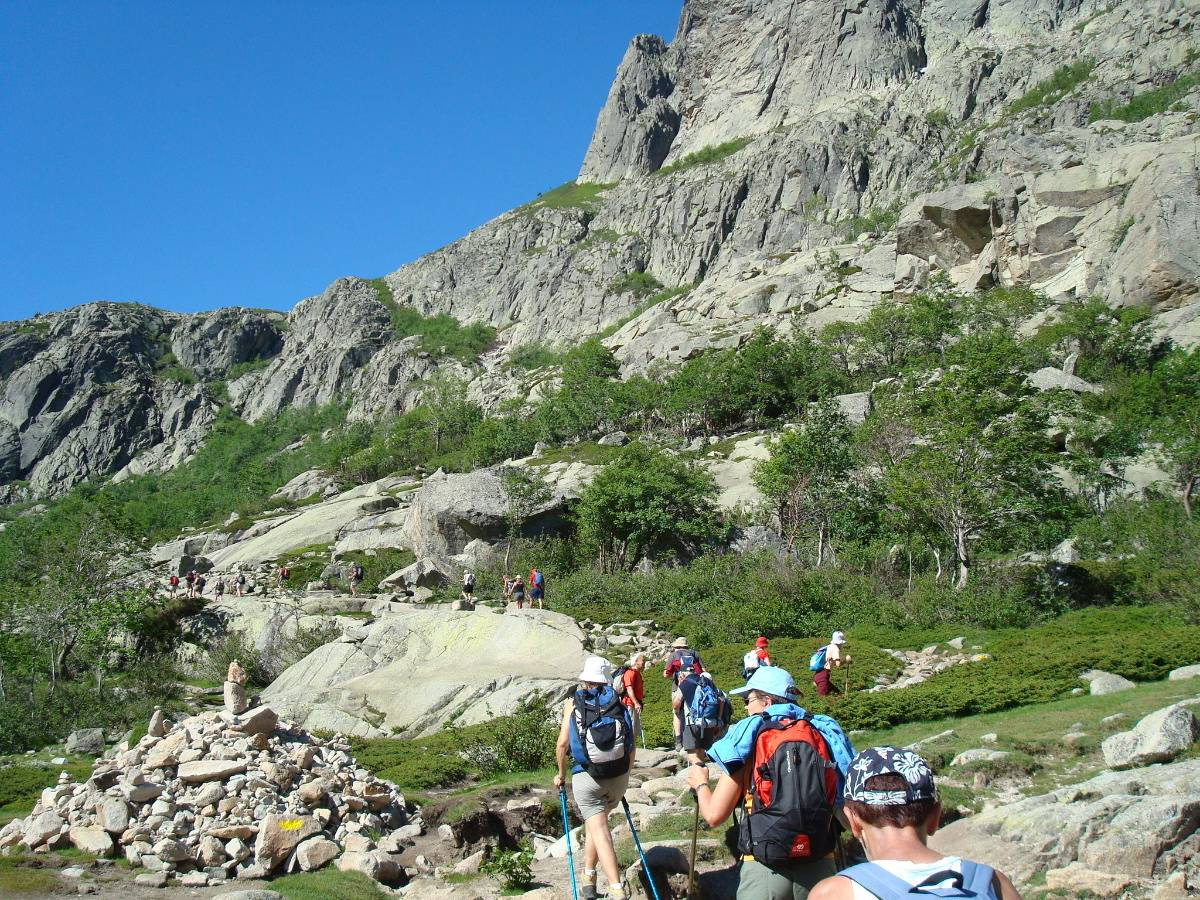
Auf dem Weg zum Lac de Melo
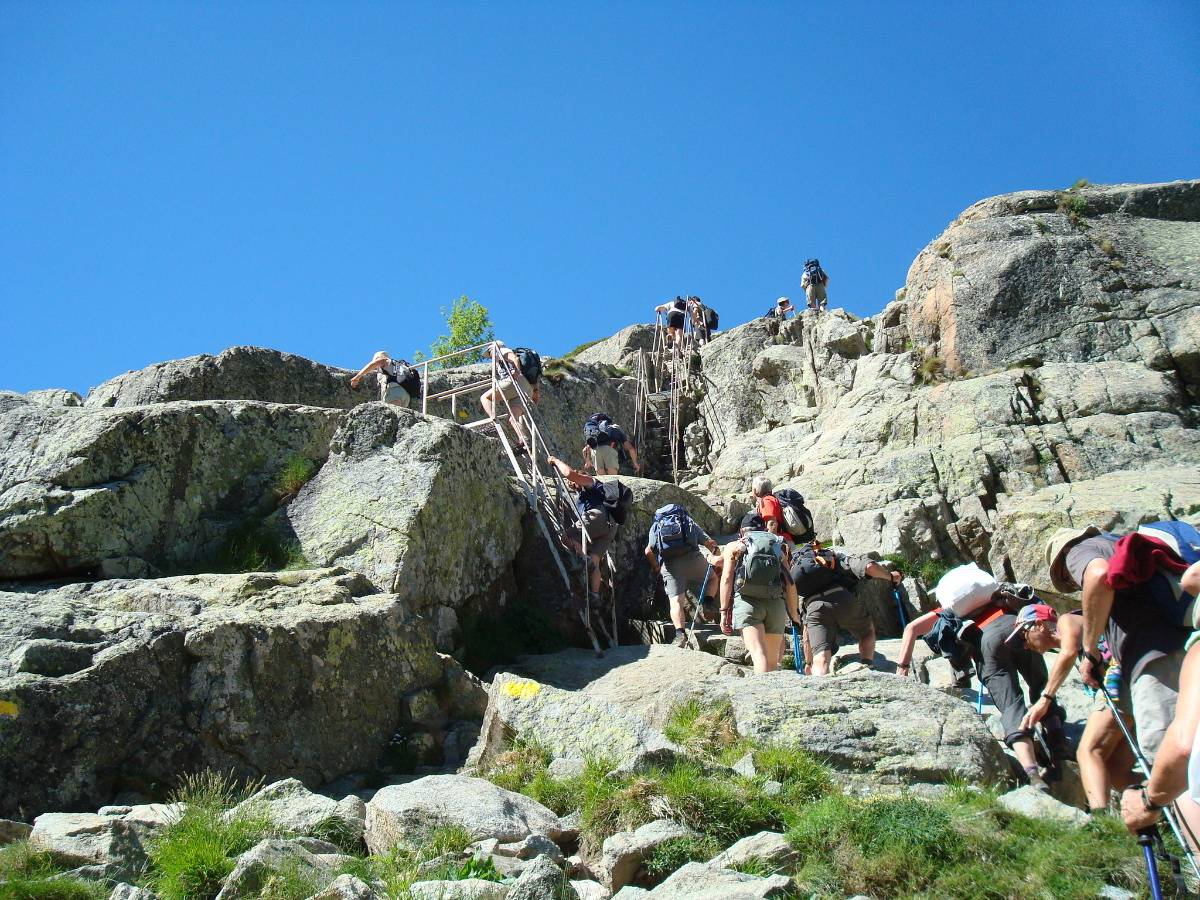
Kleine Hürde auf dem Weg zum Lac de Melo